# Pseudocercospora angolensis
Pseudocercospora angolensis är en svampart som först beskrevs av T. Carvalho & O. Mendes, och fick sitt nu gällande namn av Crous & U. Braun 2003. Pseudocercospora angolensis ingår i släktet Pseudocercospora och familjen Mycosphaerellaceae.   Inga underarter finns listade i Catalogue of Life.